# Eddie Gladden
Eddie Gladden (6. december 1937 i Newark New Jersey USA – 30. september 2003) var en amerikansk jazztrommeslager. 
Gladden er nok bedst kendt fra Dexter Gordons kvartet fra sidst i 1970'erne. Men han har også spillet med bl.a. Larry Young og Horace Silver.

## Eksterne kilder og henvisninger
- Diskografi Arkiveret 5. juli 2011 hos  Wayback Machine